# Kolozsvári Rádió
Kolozsvári Rádió (Radio Cluj) is een regionale publieke omroep (radiostation) die 24 uur per dag uitzendt in de Hongaarse taal vanuit Cluj-Napoca in Roemenië. Het maakt deel uit van de Roemeense publieke radio-omroep Societatea Română de Radiodifuziune (Radio Roemenië). 
De zender richt zich op de districten Alba, Bistrica-Nasaud, Bihor, Cluj, Maramures, Salaj, Satu Mare en Sibiu. Ongeveer 34% van de leden van de Hongaarse minderheid in Roemenië kan de programma's ontvangen.

## Geschiedenis
De radiozender werd opgericht in 1954 en kon uitzenden tot 1985 toen de zender werd uitgeschakeld door het communistische regiem. In 1989 werd, na de omwentelingen, opnieuw gestart met uitzenden. In 1954 werd begonnen met dagelijks 2 uur (1 uur in het Roemeens, 1 uur in het Hongaars). In 1980 was het aantal uitzenduren gegroeid naar 7,5 uur per dag; met 4,5 uur Roemeenstalige en 3 uur Hongaarstalige programma's.
In 2000 werd een zusterstation gestart in Sibiu (Radio Antena Sibiului). In 2001 werd voor het eerst uitgezonden op FM, het Roemeense programma in de ochtend en het begin van de middag en vanaf 15:00 uur de Hongaarstalige programma's. 
In 2004 werd de uitzendtijd verlengd en is er sprake van een 24 uurs station, verder werden het Hongaarse en Roemeense programma zelfstandig. op FM 95.6 zendt het Roemeenstalige Radio Cluj uit, op 98.8 FM het Hongaarstalige prorgamma.

## Frequenties
FM
- 87,9 (Satu Mare)
- 93,3 (Avasfelsőfalu)
- 98,8 (Cluj-Napoca / Kolozsvár)
- 101.7 (Máramarossziget)

AM
- 909 (Cluj-Napoca)
- 1404 (Máramarossziget)
- 1593 (Sibiu)
- 1593 (Oradea)